# Im Sonnenschein
Im Sonnenschein ist eine Novelle von Theodor Storm. Die in zwei Passagen kontrastiv gezeichnete Novelle hat die gescheiterte Liebelei zwischen einer Bürgerstochter und einem französischen Hauptmann zum Inhalt.

## Entstehung
Die Entstehung der Novelle fiel in die Zeit, in der Storm in den juristischen Dienst Preußens trat. Schon Mitte 1854 war von der Novelle, die der namens Ein grünes Blatt folgen sollte, in Briefen an Theodor Fontane und Franz Kugler die Rede. In einem Brief an Hartmuth Brinkmann sah Storm selbst hier eine »Schwestererzählung« zu Im Saal, worin (jedoch aus der Perspektive der Betroffenen) bereits anhand eines (Hochzeits-)Saales die Technik probiert wurde, nur kurz eine jugendhafte Episode zu skizzieren, die dann aus dem Alter heraus kontrastiert wird. Ende des Jahres scheinen bereits Eduard Mörike wie auch Paul Heyse die Novelle zu kennen.

## Inhalt
In der ersten Passage wird der Beginn dieser amoure, das Werben des Constantin um sein »Fränzchen« beschrieben, werden beide Protagonisten hierin charakterisiert. Auf der einen Seite die rechengewandte, etwas zu norddeutsch ernsthaft sich darstellende Tochter eines Kaufmannes, die nicht singen will, weil es »für Bürgermädchen nicht[ taugt]« (354) und die »so leicht, so mühelos [lachte]«, dass es »[...] über sie hin [lief], wie ein Windhauch über den See« (353) – auf der anderen Seite der etwas leichtfüßig mehr sich gebende als erscheinende französische Offizier, der die Angebetete vor sich her gehen lässt, um deren Gang dann cum grano salis als den »einer Bachstelze« (355) zu charakterisieren.
Finden sich in der ersten Passage zwei durchaus verschiedene Liebende, deren Liebelei doch unaufhaltsam dem Hafen der Ehe zuzustreben scheint, so beginnt die zweite Passage nun schon mit »Es war eine andere Zeit« (356). Das angefügte »wohl über sechzig Jahre später« (ibd.) scheint nun nicht nur eine für ein Menschenleben (zu)große zeitliche Distanz auszudrücken, sondern auch schon ein gewisses Desinteresse an (»wohl«) an der präzisen zeitlichen Erfassung wiederzugeben. Und so findet sich dementsprechend eine alte Frau, aus deren (Retro-)Perspektive nun das Schicksal des Fränzchens und des Constantins berichtet wird. Die alte Dame ist dabei nicht einmal die nun vom Beginn an das Ende ihres Lebens gestellte Franziska selbst, sondern deren Schwägerin. Die Franziska, deren blühend flirrendes Leben noch wenige Zeilen zuvor dem Leser, der Leserin vor Augen stand, wird nun als längst Verstorbene geführt.
Und so entwickelt die zweite Passage zurück, dass die einst Umworbene wohl an Gram starb und dass der Gram der nicht geglückten Vermählung geschuldet ist, entwickelt sich heraus aus der Gruft, in der der gerade erst zusammengebrochene Sarg des fröhlichen Mädchens sogar deren Tod in der Verwesung schon überwunden zu haben scheint. Dies Bild wiederum wird dann kontrastiert durch die bevorstehende Hochzeit des Enkels der Alten, mithin des Großneffen der längst Vergangenen, der als Zuhörer nun seiner Großmutter ablauscht, wie deren Vater, der nach seinem Urenkel »ein harter Mann gewesen sein« muss (360), alleine das junge Glück einst zum Scheitern brachte.
So erscheint das verlorene Glück in doppelter Distanzierung. Nicht nur die Zeit scheint binnen sechzig Jahren darüber hinweggegangen zu sein – sodass die Geschichte selbst im Falle eines anderen Verlaufes längst im Tod der Liebenden ihr wahrscheinliches Ende gefunden hätte. Auch der erzählerische Zugriff will in der zweiten Passage jede Nähe unterbinden, jede Zutraulichkeit abbrechen und in die Situation zwischen der Alten und deren Enkel betten, lässt den Rost der Medaillons, das man im gebrochenen Sarg des Fränzchens fand, neben der »schwarzen Haarlocke« (362) des Geliebten schroff stehen.

## Würdigung
Die kontrastive Technik, mit großer zeitlicher Distanz zweimalig sich im Leben einer Figur zu orientieren und aus diesem Kontrast heraus die zwischen den beiden derart schroff dargebotenen Polen liegende Entwicklung damit auszusondern, provoziert beim Rezipienten eine erstaunliche Unzufriedenheit, wie schon unfreiwillig Heyse bemerkte, der in einem Brief an Storm die Ausführung des zwischen beiden Punkten elidierten Romanes forderte.
Storm scheint so erstmals gelungen, was er schon mit den vorangegangenen Novellen, wie Im Saal, Immensee, Ein grünes Blatt immer wieder einmal intendiert hatte: Mit den Mitteln der zeitlichen und erzählerischen Distanzierung das Scheitern einer Liebesgeschichte den Lesenden nahezubringen. Erstmals verlässt er in Im Sonnenschein dazu jedoch die rein rationale Unmöglichkeit, wie sie Ein grünes Blatt bietet, in dem die Rückkehr in das Märchen der unmögliche Versuch wäre, gerade das dem Märchen Zuwiderlaufende, das Reale in das Irreale zu transformieren, verlässt die lebensgeschichtliche Darstellung, wie sie die Betrachtung der Alten in Im Saal bietet und verlässt auch das wehmütige Konstatieren der gesellschaftlichen Umstände, wie sie in Immensee das Liebesglück zunichtemachten und verlässt so den Kreis, den das Leben der Hauptfigur zu ziehen scheint:
Im Sonnenschein will, so scheint es, bewusst neue Grenzen narrativer Möglichkeiten suchen und findet sie auch: Ein Leichnam – und nicht nur dieser, denn »›nun sind Alle längst begraben‹« (360), wie die Großmutter selbst feststellt – wird wieder in das üppige Leben seiner Jugend versetzt und scheitert und erregt Mitleid. Oder umgekehrt: Aus den Särgen heraus, denn »die Särge der alten Herrschaften wollen schon nicht mehr halten« (361), »in der Gruft« (ibd.) beginnt die Geschichte, ihr Scheitern selbst zu beschreiben.